# Suur-Hollola-Ajo
Le Suur-Hollola-Ajo est une course hippique de trot attelé se déroulant fin juin ou début juillet sur l'hippodrome de Lahti (sv) en Finlande.
C'est une course de Groupe I réservée aux chevaux de 4 à 14 ans.
L'épreuve se divise en cinq courses : quatre batteries qualificatives et une finale. Dix chevaux sont au départ de chaque batterie qualificative dont les chevaux classés aux trois premières places se retrouvent dans la finale à douze le lendemain.
Les cinq courses se courent sur la distance de 2 140 mètres. En 2025, l'allocation est de 10 000 € pour le vainqueur de chacune des batteries, de 80 000 € au vainqueur de la finale pour une allocation totale distribuée pour cette dernière de 176 000 €.

## Palmarès depuis 1986
| Année | Vainqueur         | Pays       | Père               | Driver               | Réd.km |
| ----- | ----------------- | ---------- | ------------------ | -------------------- | ------ |
| 2025  | Massimo Hoist     | Finlande   | Muscle Hill        | Hannu Torvinen       | 1'12"1 |
| 2024  | Main Stage        | Finlande   | Prodigious         | Santtu Raitala       | 1'11"6 |
| 2023  | Run for Royalty   | Finlande   | RC Royalty         | Antti Teivainen      | 1'12"2 |
| 2022  | Run for Royalty   | Finlande   | RC Royalty         | Janne Korpi          | 1'12"  |
| 2021  | Mas Champ         | Finlande   | Villagio           | Santtu Raitala       | 1'12"1 |
| 2020  | Elian Web         | Finlande   | Like A Prayer      | Jorma Kontio         | 1'12"8 |
| 2019  | Hachiko De Veluwe | Finlande   | Timoko             | Jorma Kontio         | 1'11"6 |
| 2018  | Ranch Kelly       | Finlande   | Tsar d'Inverne     | Hannu Torvinen       | 1'11"8 |
| 2017  | Venice            | Finlande   | Quite Easy         | Mika Forss           | 1'12"4 |
| 2016  | Venice            | Finlande   | Quite Easy         | Mika Forss           | 1'12"5 |
| 2015  | Express Duo       | Finlande   | Express It         | Pekka Korpi          | 1'13"  |
| 2014  | Super Frido       | Finlande   | Love You           | Markku Nieminen      | 1'11"3 |
| 2013  | Day Cruise        | Finlande   | Victory Cruise     | Antti Teivainen      | 1'12"7 |
| 2012  | Up-Date Hoss      | Suède      | Classic Response   | Erik Adielsson       | 1'12"9 |
| 2011  | Target Hoss       | Finlande   | Muscles Yankee     | Jorma Kontio         | 1'13"5 |
| 2010  | Bob Hope          | Finlande   | Kramer Boy         | Jorma Kontio         | 1'14"3 |
| 2009  | Bob Hope          | Finlande   | Kramer Boy         | Jorma Kontio         | 1'13"2 |
| 2008  | Millstone's Eager | Finlande   | Silver Pine        | Mika Forss           | 1'13"1 |
| 2007  | Gold Strike       | Finlande   | Striking Sahbra    | Jorma Kontio         | 1'13"8 |
| 2006  | Passionate Kemp   | Finlande   | Lindy Lane         | Markku Nieminen      | 1'13"2 |
| 2005  | Cold Hard Wind    | Finlande   | Southwind Pinnacle | Jorma Kontio         | 1'13"  |
| 2004  | Inspiration Ride  | Finlande   | Express Ride       | Tuomas Korvenoja     | 1'13"4 |
| 2003  | Good Leasing      | Suède      | Armbro Goal        | Stig Henry Johansson | 1'14"3 |
| 2002  | Inspiration Ride  | Finlande   | Express Ride       | Tuomas Korvenoja     | 1'15"6 |
| 2001  | EV Elysee         | Suède      | Mr Drew            | Åke Svanstedt        | 1'14"2 |
| 2000  | Edu's Speedy      | Finlande   | Speedy Bandito     | Veijo Heiskanen      | 1'15"  |
| 1999  | Edu's Speedy      | Finlande   | Speedy Bandito     | Veijo Heiskanen      | 1'13"5 |
| 1998  | Louise Laukko     | Finlande   | Fly Caster         | Jorma Kontio         | 1'14"3 |
| 1997  | Super Somolli     | États-Unis | Super Bowl         | Johnny Takter        | 1'14"6 |
| 1996  | Josef Dahlia      | Finlande   | Barbeque           | Jorma Kontio         | 1'14"1 |
| 1995  | Isla J Brave      | Finlande   | Choctaw Brave      | Aki Antti-Roiko      | 1'14"3 |
| 1994  | Houston Laukko    | Finlande   | Choctaw Brave      | Jorma Kontio         | 1'14"3 |
| 1993  | Houston Laukko    | Finlande   | Choctaw Brave      | Jorma Kontio         | 1'14"3 |
| 1992  | Born Quick        | Finlande   | Quick Pay          | Jorma Kontio         | 1'15"4 |
| 1991  | Speedy Butch      | Finlande   | Gus Lobell         | Antti Teivainen      | 1'14"3 |
| 1990  | Speedy Butch      | Finlande   | Gus Lobell         | Antti Teivainen      | 1'16"  |
| 1989  | Speedy Butch      | Finlande   | Gus Lobell         | Ari Moilanen         | 1'15"5 |
| 1988  | Black Laukko      | Finlande   | The Prophet        | Pekka Korpi          | 1'14"3 |
| 1987  | Black Laukko      | Finlande   | The Prophet        | Pekka Korpi          | 1'15"6 |
| 1986  | Express Fibber    | Finlande   | Express Pride      | Seppo Tilli          | 1'15"2 |